# Erycibe
Genre
Classification phylogénétique
Erycibe est un genre de lianes et d'arbustes de la famille des Convolvulaceae originaires de Chine, d'Asie du Sud-Est et d'Océanie. 

## Liste des espèces
Il existe environ 100 espèces dans le genre Erycibe.
- Erycibe  acutifolia  Hayata
- Erycibe  aenea Prain
- Erycibe  albida  Prain
- Erycibe  albiflora  Hallier f.
- Erycibe  angulata  Prain
- Erycibe  angustifolia  Hallier f.
- Erycibe  bachmaensis   Gagnep.
- Erycibe  beccariana  Hoogl.
- Erycibe  boniana  Gagnepain
- Erycibe  borneensis   (Merr.) Hoogl.
- Erycibe  brassii   Hoogl.
- Erycibe  bullata  Ridl. ex Hoogl.
- Erycibe  camptobotrya  Miq.
- Erycibe  carrii   Hoogl.
- Erycibe  citriniflora  Griff.
- Erycibe  clemensae   Ooststr.
- Erycibe  coccinea  (Bailey) Hoogland ex Ooststr.
- Erycibe  cochinchinensis   Gagnepain
- Erycibe  copelandii   Elmer
- Erycibe  coriacea  Wall.
- Erycibe  crassipes   Ridl. ex Hoogl.
- Erycibe  crassiuscula  Gagnepain
- Erycibe  cuprea  Gagnep.
- Erycibe  dolichotricha  Merr.
- Erycibe  dubia  Elmer
- Erycibe  elliptilimba  Merr. & Chun
- Erycibe  expansa  Wall. & G.Don
- Erycibe  fecunda  Kerr
- Erycibe  ferruginea  C.Y.Wu
- Erycibe  ferruginosa  Griff.
- Erycibe  festiva  Prain.
- Erycibe  floribunda  Pilg.
- Erycibe  forbesii   Prain
- Erycibe  fragrans   Wall. & G.Don
- Erycibe  glaucescens   Wall. & Choisy
- Erycibe  glomerata  Blume
- Erycibe  grandiflora  Adelb.apud Hoogl.
- Erycibe  grandifolia  Merr. ex Hoogl.
- Erycibe  griffithii   C.B.Clarke
- Erycibe  hainanensis   Merr.
- Erycibe  hallieriana  Elmer
- Erycibe  hellwigii   Prain
- Erycibe  henryi   Prain
- Erycibe  hirsuta  Hallier f.
- Erycibe  hollrungii   Hoogl.
- Erycibe  hololobula  Kerr
- Erycibe  impressa  Hoogl.
- Erycibe  induta  Pilg.
- Erycibe  integripetala  Merr. & Chun
- Erycibe  javanica  Koord. & Valeton
- Erycibe  kinabaluensis   Hoogl.
- Erycibe  laevigata  Wall. & Chois y
- Erycibe  lateraliflora  Elmer
- Erycibe  laurifolia  D.G.Long
- Erycibe  leucoxyloides   King ex Prain
- Erycibe  longipes   Gagnepain
- Erycibe  macrophylla  Hallier f.
- Erycibe  magnifica  Prain
- Erycibe  maingayi   C.B.Clarke
- Erycibe  malaccensis   C.B.Clarke
- Erycibe  micrantha  Hallier f.
- Erycibe  myriantha  Merr.
- Erycibe  nitidula  Pilg.
- Erycibe  noei   Kerr
- Erycibe  obtusifolia  Benth.
- Erycibe  oligantha  Merr. & Chun
- Erycibe  paniculata  Roxb.
- Erycibe  papuana  Wernham
- Erycibe  pararan   Elmer
- Erycibe  parvifolia  Hallier f.
- Erycibe  pedicellata  Ridl. ex Hoogl.
- Erycibe  peguensis   Prain.
- Erycibe  poilanei  Gagnep.
- Erycibe  praecipua  Prain
- Erycibe  princei   Wall.
- Erycibe  princii   Wall. & Choisy
- Erycibe  puberula  Hoogl.
- Erycibe  rabilii   Kerr
- Erycibe  ramiflora  Hallier f.
- Erycibe  ramosii   Hoogl.
- Erycibe  rheedei  Blume
- Erycibe  sapotacea  Hallier f. & Prain ex Prain
- Erycibe  sargentii   Merr.
- Erycibe  schlechteri   Pilg.
- Erycibe  schmidtii   Craib
- Erycibe  semipilosa  Gagnep.
- Erycibe  sericea  Hoogl.
- Erycibe  sinii   F.C.How
- Erycibe  stapfiana  Prain
- Erycibe  stenophylla  Hoogl
- Erycibe  subglabra  Scheff. ex Hoogl.
- Erycibe  subsericea  Hoogl.
- Erycibe  subspicata  Wall. & G.Don
- Erycibe  sumatrensis   Merr.
- Erycibe  terminaliflora  Elmer
- Erycibe  timorensis   Hallier f. ex Hoogl.
- Erycibe  tixieri  T.Deroin
- Erycibe  tomentosa  Blume
- Erycibe  versatilihirta  C.Y.Ma
- Erycibe  villosa  L.L.Forman
- Erycibe  wightiana  J.Graham
- Erycibe  zippelii   Hoogl.